# پورتو
پورتو یا آُپورتو (به پرتغالی: Porto) دومین شهر بزرگ کشور پرتغال پس از لیسبون است. این شهر یکی از بزرگترین شهرهای شبه‌جزیره ایبریا به شمار می‌آید.

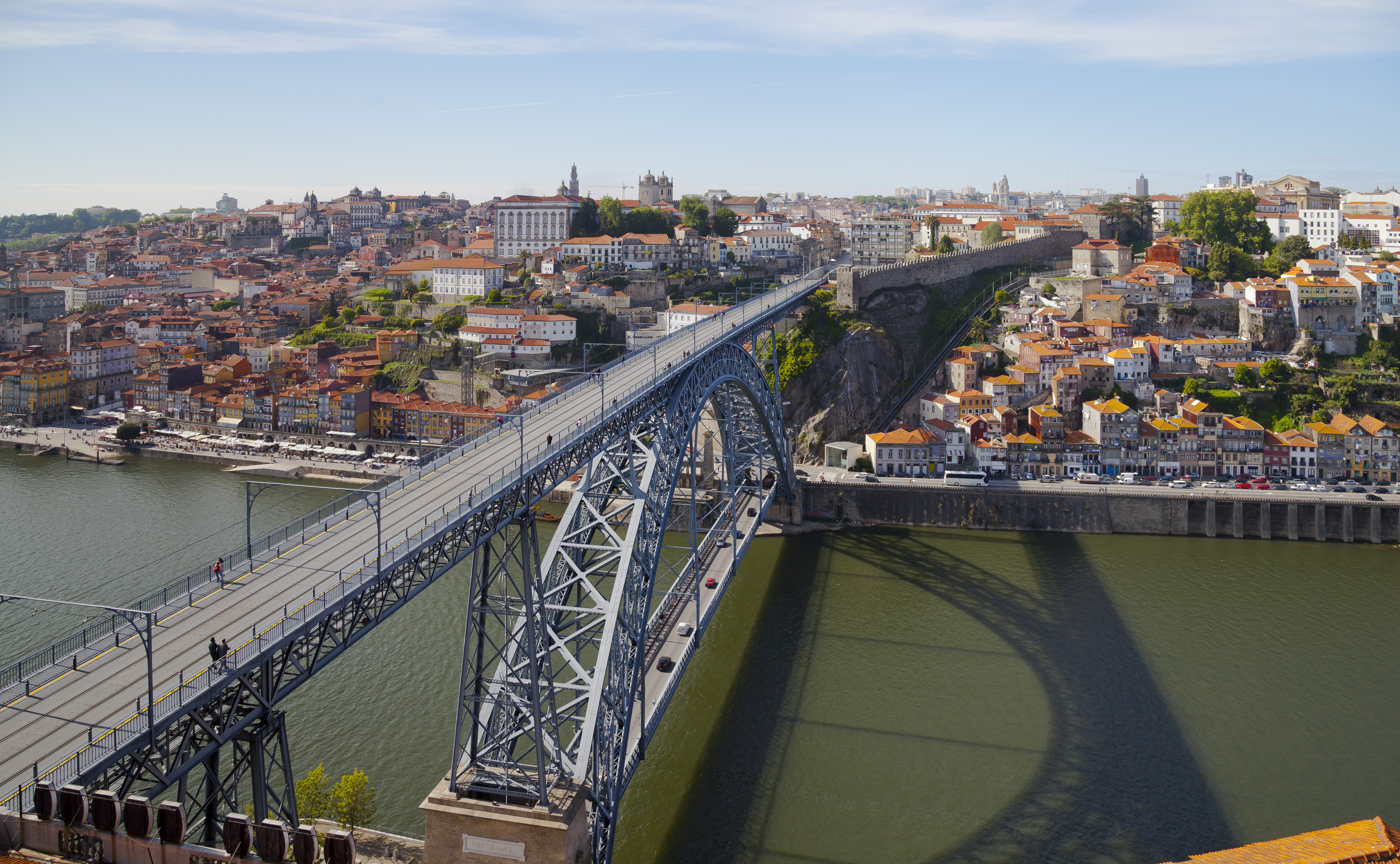
پل دم لوئیس یک پل قوسی فلزی دوطبقه است که بر روی رودخانه دورو بین شهرهای پورتو و ویلا نوا دگایا در پرتغال قرار دارد. در زمان ساخت آن، دهانه ۱۷۲ متری (۵۶۴ فوت) آن طولانی‌ترین نوع خود در جهان بود. این پل با پل ماریا پیا در همان نزدیکی اشتباه گرفته شده‌است، یک پل راه‌آهن که ۹ سال قبل ساخته شده‌است، که از نظر شکلی شبیه به پل لوئیس است.

## ورزش

### فوتبال
مثل بقیه شهرهای پرتغال محبوب‌ترین ورزش پورتو نیز فوتبال است و اف سی پورتو در شرق و بوآویستا در غرب پورتو نام آشناترین تیم‌های این شهر هستند.

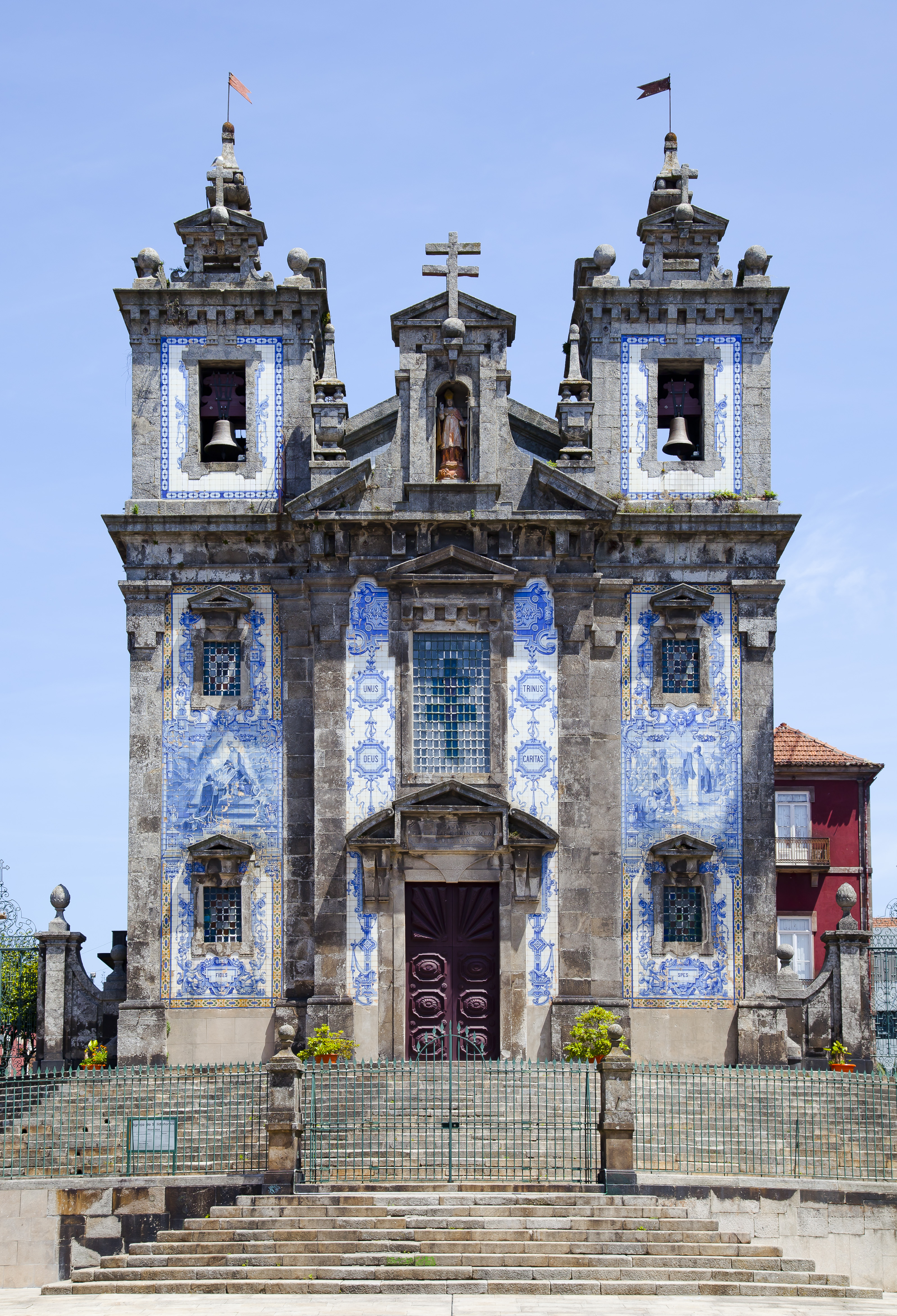
کلیسای سنت ایلدفونسو کلیسایی متعلق به قرن هجدهم در پورتو، پرتغال است. این کلیسا در نزدیکی میدان باتالها قرار دارد.
این کلیسا که در سال ۱۷۳۹ تکمیل شد، به سبک پروتو باروک ساخته شد و تابلویی از هنرمند ایتالیایی نیکولا ناسونی دارد و نمای کاشی کاری آزوله جو در سال ۱۹۳۲ است. این کلیسا به افتخار ویزیگوت‌ها، ایلدفونسوس تولدو که اسقف تولدو از سال ۶۵۷ تا زمان مرگش در سال ۶۶۷ بود نامگذاری شده‌است.